# Antoine-Simon Le Page du Pratz
Antoine-Simon Le Page du Pratz (pronunciado /ɑ̃twan simɔ̃  lə paʒ dy pʁats/; 1695?–1775)  fue un etnógrafo, historiador y naturalista francés (o neerlandés) recordado por su Histoire de la Louisiane. Fue publicada por primera vez en doce mensualidades, en 1751-1753 en el Journal Economique, y luego completamente en tres volúmenes en París en 1758. Después de su victoria en la guerra de los Siete Años, los ingleses publicaron parte de la obra en una traducción de 1763. Nunca ha sido traducida completamente al inglés.
Las memorias relatan los años en que Le Page estuvo en la colonia de Luisiana, desde 1718 a 1734, cuando aprendió el idioma natchez y se hizo amigo de los líderes nativos. Dejó largas descripciones de la sociedad natchez y de su cultura, incluyendo los rituales funerarios tras la muerte en 1725 de Serpiente Tatuada, su segundo jefe en importancia.
También incluyó su relato de Moncacht-apé,  un explorador yazoo que le habló de un viaje que completó hasta la costa del Pacífico y de regreso, probablemente a finales del siglo XVII o inicios del XVIII. A través de este viajero, Le Page conoció las tradiciones orales de los pueblos indígenas de la Costa Oeste. Hablaban de los primeros nativos americanos que alcanzaron América del Norte por un puente de tierra desde Asia. El libro de Le Page fue llevado como una guía por la expedición de Lewis y Clark cuando exploraron los territorios de la compra de Luisiana a partir de 1804.

## Primeros años
Le Page Du Pratz nació en 1695, ya fuese en los Países Bajos o en Francia, y se crio en este último país. Fue educado, graduándose de un cours de mathematiques francés, e identificado como un ingeniero y arquitecto profesional. Estando sirviendo en el ejército francés con los dragones de Luis XIV, entró en conflicto en Alemania en 1713 durante la guerra de sucesión española.
El 25 de mayo de 1718, Le Page zarpó de La Rochelle, Francia, con 800 hombres en uno de los tres barcos con destino a Luisiana. Llegó el 25 de agosto de 1718. Le Page vivió en  La Louisiane de 1718 a 1734; casi la mitad del período, 1720-1728, vivió cerca de Fort Rosalie, un fuerte fundado en 1716, y del poblado nativo de Natchez a orillas del río Misisipi. Tenía tierra y cultivaba tabaco; en Nueva Orleans había comprado dos esclavos, así como una mujer chitimacha como compañera. Probablemente le diera un hijo. En Natchez aprendió la lengua del pueblo natchez, en cuya patria residía, y se hizo amigo de los líderes nativos locales.
Cuando Le Page escribió sus memorias más de una década después de regresar a Francia, utilizó palabras literales de muchos de sus informantes nativos, en lugar de describir los «usos y costumbres de los indios» en el modo indiferente de tantos autores coloniales posteriores. Debido a su propio interés en los orígenes de los nativos americanos, Le Page estuvo especialmente atento al relato del explorador yazoo Moncacht-apé. Habría viajado a la costa del Pacífico y regresado (un siglo antes de la expedición de Lewis y Clark patrocinada por los Estados Unidos). Le Page dedicó tres capítulos enteros al relato de esos viajes. Moncacht-apé tenía curiosidad acerca de los orígenes de su pueblo y viajó para aprender más. Cuando llegó a la costa del Pacífico, Moncacht-apé oyó historias orales de los nativos que hacían referencia a un antiguo puente de tierra desde Asia.

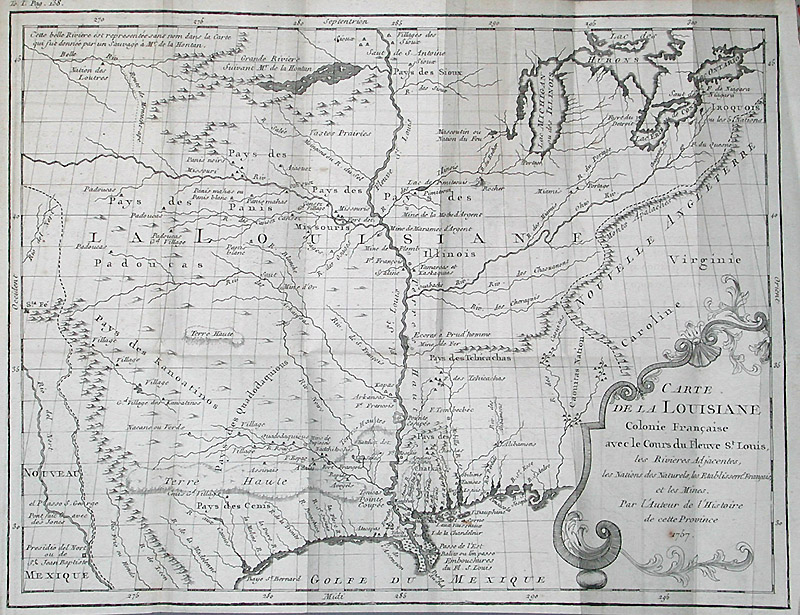
Carte de la Louisiane, o carta de Luisiana, Histoire de la Louisiane (1757)

Le Page vivió en Natchez de 1720 a 1728 bajo la forma de la colonización organizada por John Law y la Compañía de las Indias. Su familiaridad con los natchez locales y el conocimiento de su lengua y sus costumbres, fueron la base de algunos de los aspectos únicos de sus escritos. Regresó a Nueva Orleans en 1728 para tomar posesión de un puesto como gerente de la plantación que la Compañía tenía en el río de la ciudad; logró obtener 200 esclavos destinados al cultivo del tabaco. Gracias a este desplazamiento, evitó ser asesinado en la llamada rebelión natchez o masacre de Natchez en 1729. Las tensiones y los ataques de represalia se habían intensificado cuando los colonos europeos invadieron el territorio indio.
Durante el levantamiento de los natchez, chickasaw y yazoos, que Le Page describió en detalle, los nativos destruyeron Fort Rosalie y mataron a casi todos los colonos franceses masculinos que estaban allí. Los nativos no mataron ni a los esclavos africanos ni a las mujeres y niños, a los que tomaron como cautivos.
Después de la matanza, el rey francés puso fin a la concesión de la Compañía de las Indias y tomó el control de la plantación que estaba gestionando Le Page. Fueron enviadas tropas francesas, con aliados indios, que respondieron y atacaron a los natchez, sofocando la rebelión en 1731. Se vendieron varios cientos de indios cautivos como esclavos, que fueron llevados a la colonia francesa de Saint-Domingue en el Caribe, que fue desarrollada gracias al trabajo esclavo en las plantaciones de caña de azúcar. Le Page du Pratz también escribió acerca de la supuesta rebelión Samba de 1731, en la que supuestamente participó en la detención de los esclavos conspiradores.

## Escritos

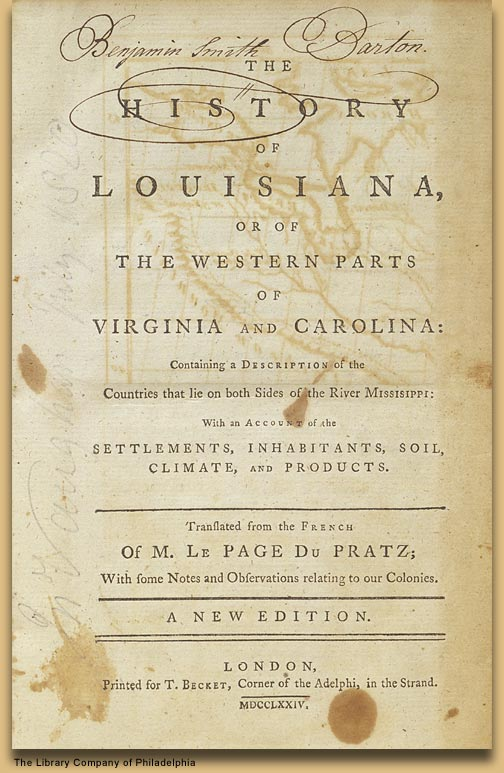
La página de título de la edición en inglés en un volumen de 1774, que Benjamin Smith Barton prestó a Meriwether Lewis para emprender la expedición de 1804-1806.

Le Page du Pratz esperó más de quince años después de su regreso a Francia antes de escribir y publicar sus memorias de Luisiana. La  Memoire sur la Louisiane  fue publicada por entregas entre septiembre de 1751 y febrero de 1753 en el  Journal Oeconomique  (Diario Económico), un periódico de París dedicada a temas científicos y comerciales. En 1758 se publicaron los tres volúmenes en octavo de la Histoire de la Louisiane . Parte del libro se dedicó a sus descripciones etnográficas de los pueblos nativos de Luisiana, en particular a los natchez. Su relato incluye descripciones de los funerales de Serpiente Tatuada, el segundo jefe en rango, con dibujos de la procesión del funeral y la gente que ofrecieron ellos mismos para el sacrificio. Otras secciones describen la historia de la colonia, desde los exploradores españoles y franceses de los siglos XVI y XVII, hasta el establecimiento de los asentamientos franceses a lo largo del Misisipi.
En 1763 después de que los británicos hubiesen derrotado a Francia en la guerra de los Siete Años, se publicó en Londres una traducción al inglés de una parte de la obra de Le Page du Pratz. Los editores le cambiaron el título, apareciendo como The History of Louisiana, or of the Western Parts of Virginia and Carolina [La historia de Luisiana, o de las partes occidentales de Virginia y Carolina].  Esto parecía subordinar la antigua colonia francesa a sus vecinos ingleses del este, que habían reclamado esencialmente todas las tierras al oeste de cada colonia. En el prefacio afirmó que los ingleses son una «nación que puede ahora obtener algunas ventajas de esos países... aprendiendo de la experiencia de otros, lo que hacen o pueden producir, que pueden dar vuelta a la cuenta».

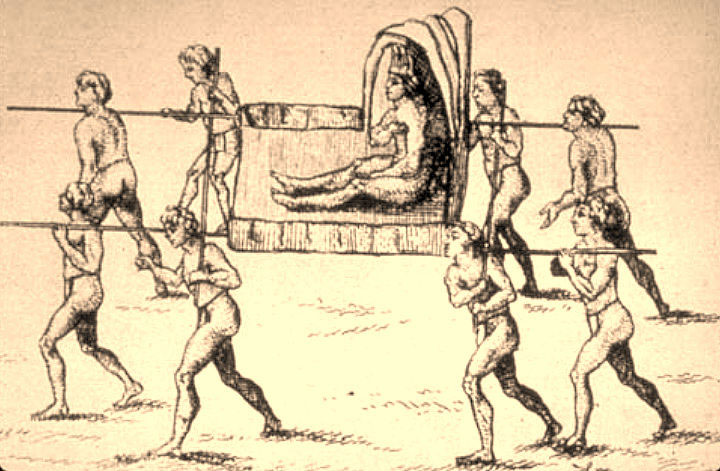
En Natchez, grabado extraído de la Histoire de la Louisiane de Le Page du Pratz (1758)

La expedición de Lewis y Clark pensaba que el trabajo de Le Page era lo suficientemente importante como para incluir  entre un ejemplar entre las guías que llevaron en el viaje que comenzaron en 1804 y les tomaría dos años.